# Воробйово (Усть-Тарцький район)
Воробйово (рос. Воробьёво) — присілок у Усть-Тарцькому районі Новосибірської області Російської Федерації.
Входить до складу муніципального утворення Яркульська сільрада. Населення становить 72 особи (2010).

## Історія
Згідно із законом від 2 червня 2004 року органом місцевого самоврядування є Яркульська сільрада.

## Населення
| 2002 | 2007 | 2010 |
| ---- | ---- | ---- |
| 119  | ↘77  | ↘72  |